# Nel fango della periferia
Nel fango della periferia (Edge of the City) è un film del 1957 diretto da Martin Ritt.
Nel 2023 è stato selezionato per la conservazione nel National Film Registry degli Stati Uniti dalla Biblioteca del Congresso come "culturalmente, storicamente o esteticamente significativo".

## Trama
Axel accetta un lavoro come operaio portuale ed è continuamente tormentato dal suo tirannico supervisore, Charles Malik. L'amicizia con Tommy Tyler, un collega afroamericano, allevia le sue pene, ma qualcosa di terribile sta per accadere.